# Frankfurter Hauptschule

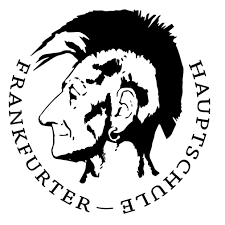
Logo der Frankfurter Hauptschule

Die Frankfurter Hauptschule (FHS) ist eine seit 2013 bestehende Frankfurter Künstlergruppe mit etwa 20 Mitgliedern aus dem Umfeld der staatlichen Hochschule für Bildende Künste – Städelschule. Der Name nimmt Anleihe an die Frankfurter Schule, einer Gruppe aus Philosophen und Soziologen, die sich 1924 an der Frankfurter Universität gegründet hat. Internationale Aufmerksamkeit erlangte die Frankfurter Hauptschule 2020 durch den vorgetäuschten und inszenierten Diebstahl einer Capri-Batterie von Joseph Beuys des LWL Museums für Kunst und Kultur und einer medienwirksamen Überführung des vermeintlichen Beuys-Werkes nach Tansania.
Seit dem Wintersemester 2021/2022 nimmt die Gruppe eine Gastprofessur an der Universität der Künste Berlin wahr.

## Werk
Die Aktionen der Künstlergruppe bedienen sich verschiedener künstlerischer Medien von Interventionen im öffentlichen Raum, über Performances bis hin zu Installationen und Ausstellungen.

### Operation Blumenmädchen
Im Jahr 2013 tauchte die Gruppe erstmals im Rahmen der alljährlich in Bayreuth stattfindenden Richard-Wagner-Festspiele auf. Bei der Aktion verteilten Mitglieder der Gruppe eigenhändig 50.000 gefälschte Freikarten für die Eröffnung der Festspiele an Bayreuther Haushalte. In einer Erklärung kritisierte die Künstlergruppe den verharmlosten Antisemitismus des deutschen Komponisten. Das rund um Richard Wagners 200. Geburtstag angelegte Jubiläumsjahr 2013 stand unter dem Motto Wagner für Alle.
Katharina Wagner, Festspielleiterin und gleichzeitig Ur-Enkelin Richard Wagners, erstattete daraufhin bei der Polizei Anzeige gegen unbekannt. Das Polizeipräsidium Oberfranken bestätigte eine Einleitung von Ermittlungen, nicht jedoch die von der Gruppe selbst genannte Größenordnung von 50.000 Karten.

### Heroin Performance
In ihrer Anfangszeit beschäftigte sich die Gruppe vermehrt mit der Gentrifizierung und Aufwertung des Frankfurter Bahnhofsviertels und der damit zusammenhängenden Vertreibung von Drogenabhängigen. 2015 kündigte die Gruppe in diesem Rahmen eine Heroin Performance an, bei der sich eine Person aus den Reihen des Kollektivs vor Publikum einen Schuss setzten sollte. Die Ankündigung der Aktion alarmierte unter anderem den Frankfurter Ordnungsdezernenten Markus Frank (CDU), der bekannt gab, die Performance verbieten lassen zu wollen. Der Streit der beiden Parteien und dessen mediales Echo, vor allem getragen durch Schlagzeilen der Bildzeitung wie „Haben die einen Schuss? Künstler wollen öffentlich Heroin spritzen“ führte letztlich auch zu der Rückforderung von Zuschüssen des Kulturamtes gegenüber der Frankfurter Hauptschule. Die Aktion, bei der sich eine Person wie angekündigt eine Substanz spritzte, fand schließlich auf dem Römerberg vor dem Frankfurter Rathaus statt und entflammte eine erneute Debatte um die offene Drogenszene in Frankfurt. An der Goethe-Universität wurde der Fall 2016 in einer Klausur des Öffentlichen Rechts behandelt.

### Stahlbad ist 1 Fun
Im Jahr 2016 rief die Künstlergruppe über Facebook auf, sogenannte Liebesschlösser von der Mainbrücke Eiserner Steg zu entfernen und der Gruppe im Austausch gegen einen Euro pro Schloss zu übergeben. Die gesammelten Schlösser sollten eingeschmolzen und zu einem neuen Objekt gegossen werden, das bei einer Gruppenausstellung im Atelierfrankfurt präsentiert werden sollte. In einem Interview mit dem Magazin Vice nannte die FHS als Motiv für die Aktion ein Zeichen gegen öffentliche Zurschaustellung patriarchaler Besitzansprüche setzen zu wollen. Zudem missfalle ihnen die Optik der Liebesschlösser. Auch im Magazin Der Spiegel erschien ein Interview mit der Künstlergruppe zu der Aktion, in dem sie Liebesschlösser als „moderne Keuschheitsgürtel“ und „ästhetischen Terror“ bezeichneten. Die Wochenzeitung Der Freitag gab an, dass 3000 Liebesschlösser geknackt und abgegeben worden waren. Bei der im Vorfeld angekündigten Ausstellung präsentierte die Gruppe eine mit Eiswürfeln, Bier und Sekt gefüllte Badewanne mit der Aufschrift „Drink = Like“, aus der sich die Besucher mit Getränken bedienen durften. Dass es sich bei der Wanne allerdings wirklich um das Resultat der eingeschmolzenen Schlösser handelte, wurde bezweifelt.
Es gab zahlreiche wütende Stimmen, die sich über das Entfernen der eigenen Schlösser beschwerten, erneut wurden auch strafrechtliche Konsequenzen in Betracht gezogen, da es sich bei dem Entfernen fremder Schlösser um vermeintlichen Diebstahl handele.

### Visionäre Ruinen
Im Rahmen des Rundgangs der Städelschule platzierten Mitglieder der Frankfurter Hauptschule im Februar 2018 ein ausgebranntes Polizeiauto zunächst im Frankfurter Bahnhofsviertel und im Anschluss während des Rundgangswochenendes auf dem Parkplatz der Kunsthochschule selbst. Ähnlich der 2015 angekündigten Heroin Performance, gab die FHS an, die Aktion richte sich gegen polizeiliche Großrazzien in der Drogenszene am Hauptbahnhof, die nur dazu dienten, Drogenabhängige aus dem Blick der Öffentlichkeit zu drängen. Allen voran äußerten sich der damalige Frankfurter Polizeipräsident Gerhard Bereswill empört über die Aktion. Auch die Goethe-Universität Frankfurt, auf deren Gelände ursprünglich eine erneute Präsentation des Polizeiautos angedacht war, positionierte sich nach Bekanntwerden der Aktion und sagte der FHS aufgrund „gewaltverherrlichender Darstellungen“ ab. Von Seiten der Städelschule wurde die Aktion verteidigt. Das ausgebrannte Polizeiauto wurde auf der Art Cologne 2022 zum Verkauf angeboten.

### Bad Beuys go Africa

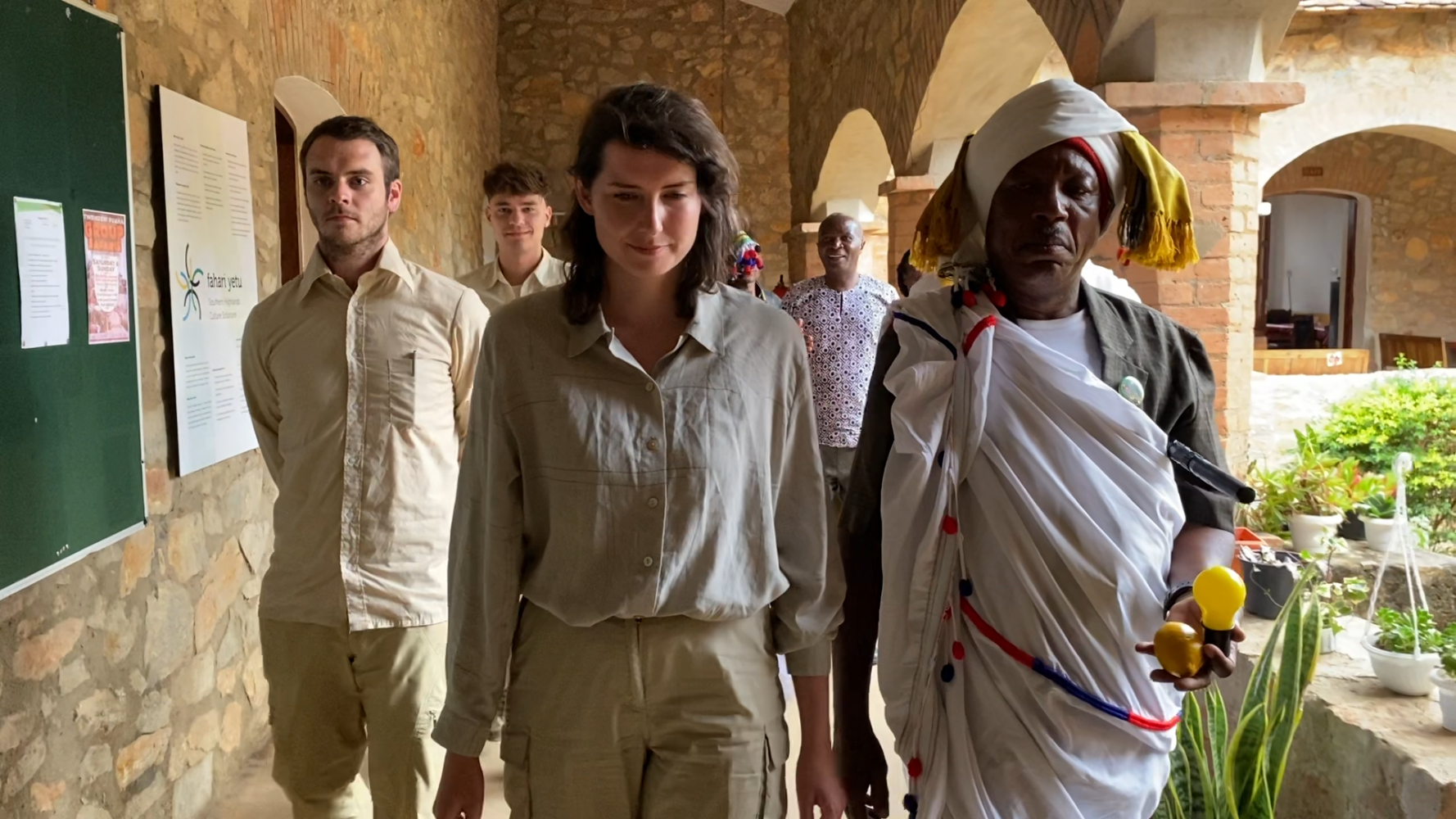
Mitglieder der Frankfurter Hauptschule bei der Aktion Bad Beuys go Africa, 2020

Internationale Aufmerksamkeit erlangte die Gruppe im Jahr 2020 durch den vorgetäuschten Diebstahl einer Capri-Batterie von Joseph Beuys aus einer Ausstellung zum Gedenken an den Regisseur und Künstler Christoph Schlingensief im Theater Oberhausen. Das Künstlerkollektiv, das selbst in der Ausstellung mit einer Videoinstallation vertreten war, entwendete angeblich das Multiple, eine Leihgabe des LWL Museums für Kunst und Kultur, um es nach Tansania in das dortige Iringa Boma Museum zu überführen. In einem Video der Gruppe wird der gesamte Ablauf der Aktion dokumentiert. Laut Bekennerschreiben sollte die Kritik an Raubkunst in deutschen Museen und eine entsprechend fehlende Restitution Ziel der Aktion gewesen sein. Der vorgetäuschte Diebstahl blieb tagelang unbemerkt, später ermittelte jedoch die Polizei.
Im Rahmen der Ermittlungen stellte sich heraus, dass es sich bei dem Diebstahl um ein gefälschtes Werk handelte. Die Gruppe gab zuvor bekannt, dass der Diebstahl inszeniert und in Zusammenarbeit mit Deonis Mgumba, dem Kurator des tansanischen Museums, gemeinsam geplant worden war, um Aufmerksamkeit für das Thema kolonialer Beutekunst zu erzeugen. Die entwendete Capri-Batterie fand sich kurz darauf in einer Abstellkammer des Museums wieder.
Die Aktion führte weltweit zu umfangreicher Berichterstattung auf zahlreichen Sprachen.

## Kontroversen
Die Gruppe, die sich provokanter und medienwirksamer Inszenierung bedient, löste mit ihren Aktion oftmals öffentliche Debatten aus, an denen sich auch Personen aus Politik und Ämtern beteiligten.
2019 äußerte sich unter anderem AfD-Politiker Björn Höcke zu einer Aktion, bei der die Gruppe Goethes Gartenhaus in Weimar mit Toilettenpapier beworfen hatte, um auf Johann Wolfgang von Goethes Sexismus aufmerksam zu machen und ihn in die MeToo-Debatte einzubinden. Viele Texte des Dichters seien laut der Gruppe durch ein sexistisches Frauenbild sowie durch romantisierte Handlungen des sexualisierten Machtmissbrauchs bestimmt, die regelmäßig in der Rezeption ausgeklammert würden. Als Reaktion darauf kommentierte der Politiker die Aktion auf seinem öffentlichen Facebook-Profil als Beispiel dafür, dass „es in unserer Zeit Mode geworden [ist], daß sich politische Wirrköpfe auf die »Kunstfreiheit« beziehen, wenn sie alle Regeln des Anstands brechen oder sich infantil gebärden wollen.“ In Folge der Aktion schaltete sich der Staatsschutz ein. Grund dafür war die Annahme einer politischen Motivation der Tat.
Im Zuge ihrer ersten Einzelausstellung im Neuen Aachener Kunstverein unter dem Titel kANzELKuLTuR musste 2022 wegen Beschwerden bei der Polizei ein Werk entfernt werden, das im Stadtpark öffentlich installiert worden war. Es handelte sich um einen Traumfänger mit einem von Rechtsradikalen häufig genutzten Symbol der Schwarzen Sonne. Laut der Frankfurter Hauptschule sollte die Ausstellung auf die Verbindungen zwischen Esoterik, Verschwörungsideologien und Faschismus hinweisen, die während der COVID-19-Pandemie besonders sichtbar geworden seien. In der Nähe des Kunstvereins fanden regelmäßig Kundgebungen sogenannter Querdenker statt.

## Rezeption
Die Aktionen der Frankfurter Hauptschule werden in Kunst und Medien gemischt aufgenommen. Für den vermeintlichen Diebstahl der Capri-Batterie erhielten sie Zuspruch von Seiten der internationalen Presse, in der Berliner Zeitung bezeichnete man die Gruppe als „dümmliche, weiße Studenten“.
Im Magazin Business Punk werden die Interventionen der Gruppe gelobt: „Während deutsche Kunstschaffende in den vergangenen Jahren entweder für Konzern-Meetingräume oder den Instagram-Algorithmus arbeiteten, hat die aus Frankfurt am Main stammende Frankfurter Hauptschule ein Genre besetzt, das für die Kunstwelt fast schon verloren geglaubt war: die Aktion, über die alle sprechen. Die Intervention. Wie einst Christoph Schlingensief“.
Jürgen Kaube, Autor der Frankfurter Allgemeinen Zeitung, legte nahe, dass die Interventionen der Frankfurter Hauptschule aus einem ähnlichen Geiste wie die politischen Aktionen der RAF entstünden. Es wurden jedoch auch Parallelen zu anderen politischen Aktionskünstlergruppen wie beispielsweise dem Zentrum für Politische Schönheit gezogen. Nina Scholz, Autorin der Zeitung der Freitag, betonte jedoch, dass die Aktionen der FHS durch ihr Augenzwinkern überzeugten: „Großmäulige Sprüche sind ihnen wichtiger als bierernster Diskurs. Die Ziele sind aber auch unklarer. Haben sie einfach nur Spaß an Provokation und der Aufmerksamkeit? Gerade diese Unklarheiten machen die Frankfurter Hauptschule aber auch so interessant, denn dort, wo die anderen vor allem Politik machen, haben sie sich für die facettenreichere Kunst entschieden. Parolen hin oder her.“ In einer ausführlichen Analysen der verschiedenen Formen, der sich Aktionskünstlerinnen in Deutschland bedienen, kommen Nils Erich und Johannes Schneider in der Wochenzeitung Die Zeit zu dem Ergebnis, dass die Frankfurter Hauptschule die Mittel dieser Kunstform wesentlich subtiler einzusetzen wisse, als das Zentrum für politische Schönheit: „Im stetigen und darin gar nicht so künstlerischen Selbstüberbietungswettbewerb des Zentrums, der im vergangenen Winter auch die jüdische Gemeinde in Deutschland stark irritierte, verbraucht sich aber auch das [die Aufmerksamkeitserlangung]. Nach der Kunst kommt gerade, so scheint es, leider nicht mehr viel. In der Aktion der Frankfurter Hauptschule hingegen wurden, bei allen Vorbehalten auch gegen nachträgliche Erklärungen, vielfältige Assoziationen geweckt.“

## Auszeichnungen
- 2024: Heidelberger Stückemarkt: Auszeichnung mit dem AutorenPreis des Heidelberger Stückemarkts für 2x241 Titel doppelt so gut wie Martin Kippenberger[49][50]